# Haras national de Saintes
Le haras de Saintes était un ancien établissement de l'Institut français du cheval et de l'équitation ( IFCE) dont la mission première était la sélection, l'amélioration et la conservation des races équines. Fondé en 1846 et fermé en 2018, il était, avant sa vente en 2019, l'un des 23 établissements dépendants de l'administration des haras nationaux en France.

## Bref historique

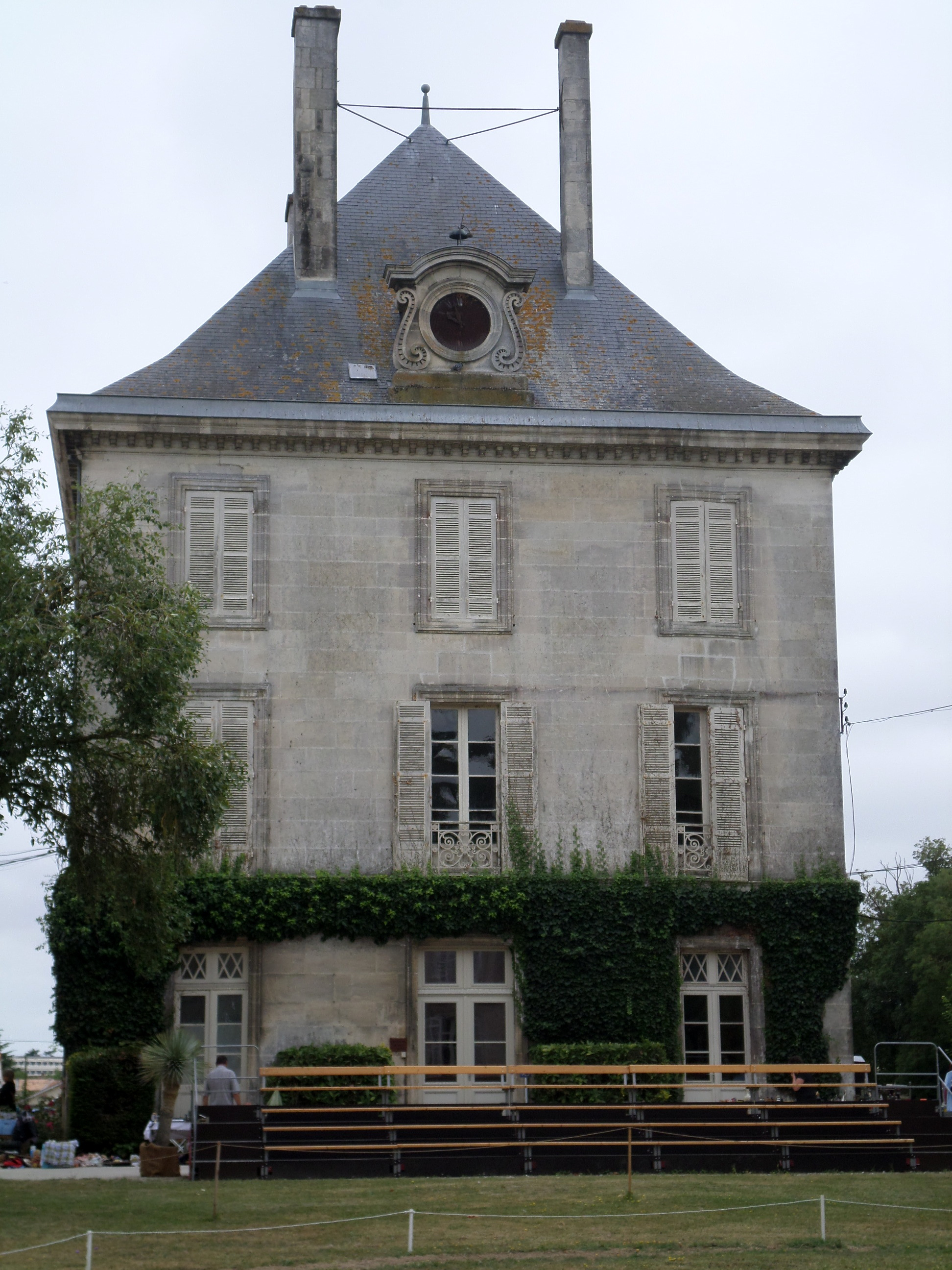
Le bâtiment du directeur du Haras national de Saintes.

Les haras nationaux doivent leur existence à la volonté du roi Louis XIV de pourvoir ses armées en chevaux solides et robustes. L'administration des haras royaux voit le jour le 17 octobre 1665, leur vocation étant de veiller à la préservation des meilleures races équines.
Presque deux siècles plus tard, une ordonnance du roi Louis-Philippe permet la fondation du Haras national de Saintes. Le dépôt d'étalons est créé officiellement par une ordonnance du 22 juin 1846. La construction des bâtiments est confiée à l'architecte Victor Fontorbe, qui dessine les plans d'une structure incluant un vaste pavillon central encadré de deux ailes symétriques, d'écuries et d'une résidence pour le directeur. Les premiers bâtiments sont livrés en 1850 et la réception définitive a lieu en 1854. Les bâtiments sont inclus dans un parc clos de murs aux allées sinueuses dédiées aux chevaux. Sur les côtés et l'arrière se trouvent un paddock et une carrière. L'entrée est encadrée de deux pavillons de concierge. L'infirmerie, les logements et la maréchalerie se trouvent le long de la rue d'entrée, avec une serre.
Au début du XXe siècle, l'établissement abrite une centaine d'étalons.
En novembre 2015, l'IFCE annonce que ce haras sera mis en vente en janvier 2016, faute d'avoir développé des activités pérennes.

## Les activités du Haras national de Saintes

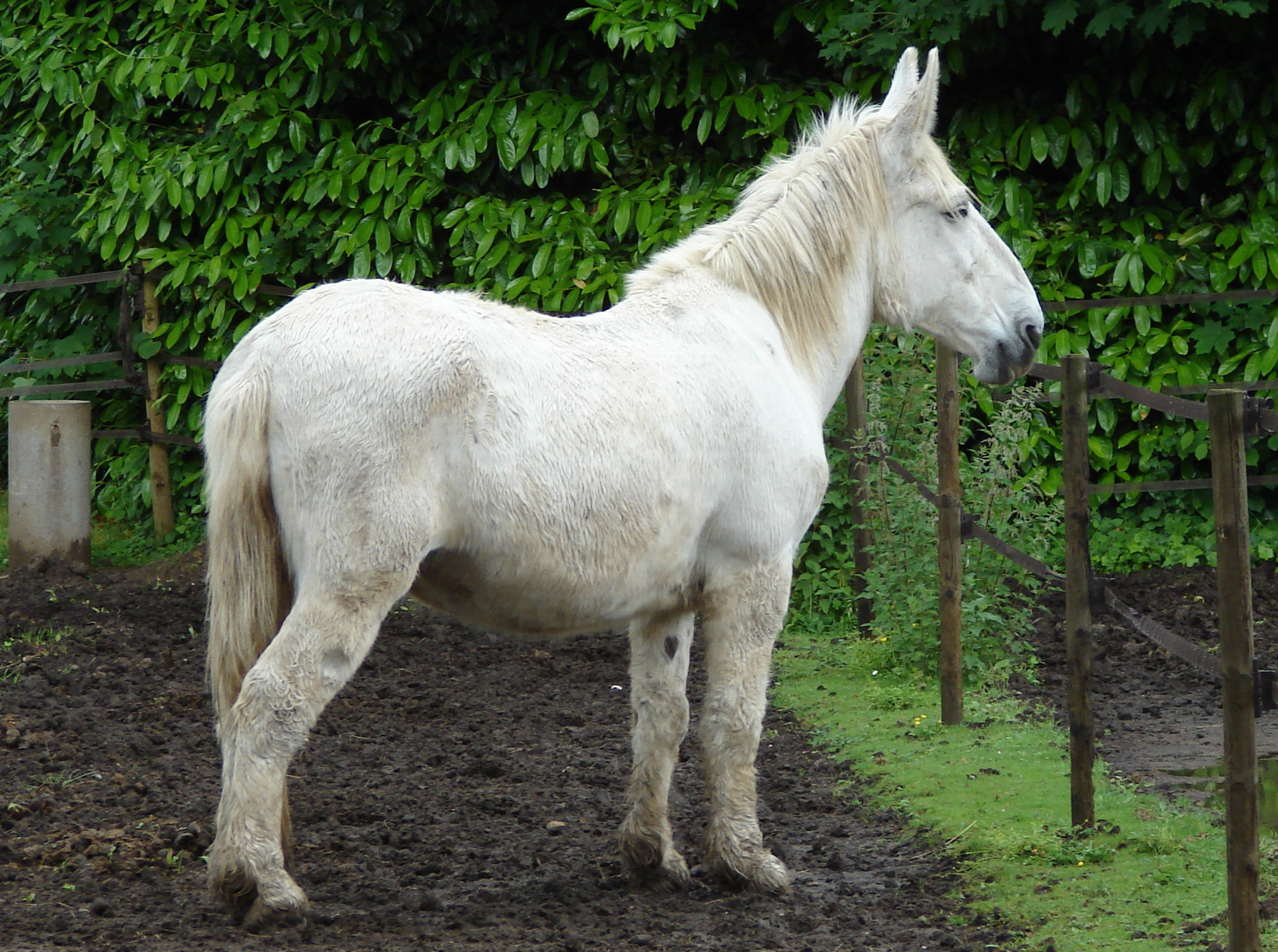
Mule poitevine au Haras national de Saintes.

Parmi les activités du « pôle hippique » du haras national de Saintes figuraient l'appui aux professionnels de la filière équine, mais aussi l'insertion par le cheval ou la formation.
Le haras était doté d'un laboratoire, de boxes et de structures adaptées à l'élevage des chevaux de selle, de trait, ainsi que des races locales, tels les baudets du Poitou ou les traits poitevins mulassiers. Au total, ce sont près de quarante étalons qui ont été hébergés au Haras.

## Un aspect muséal du Haras national de Saintes

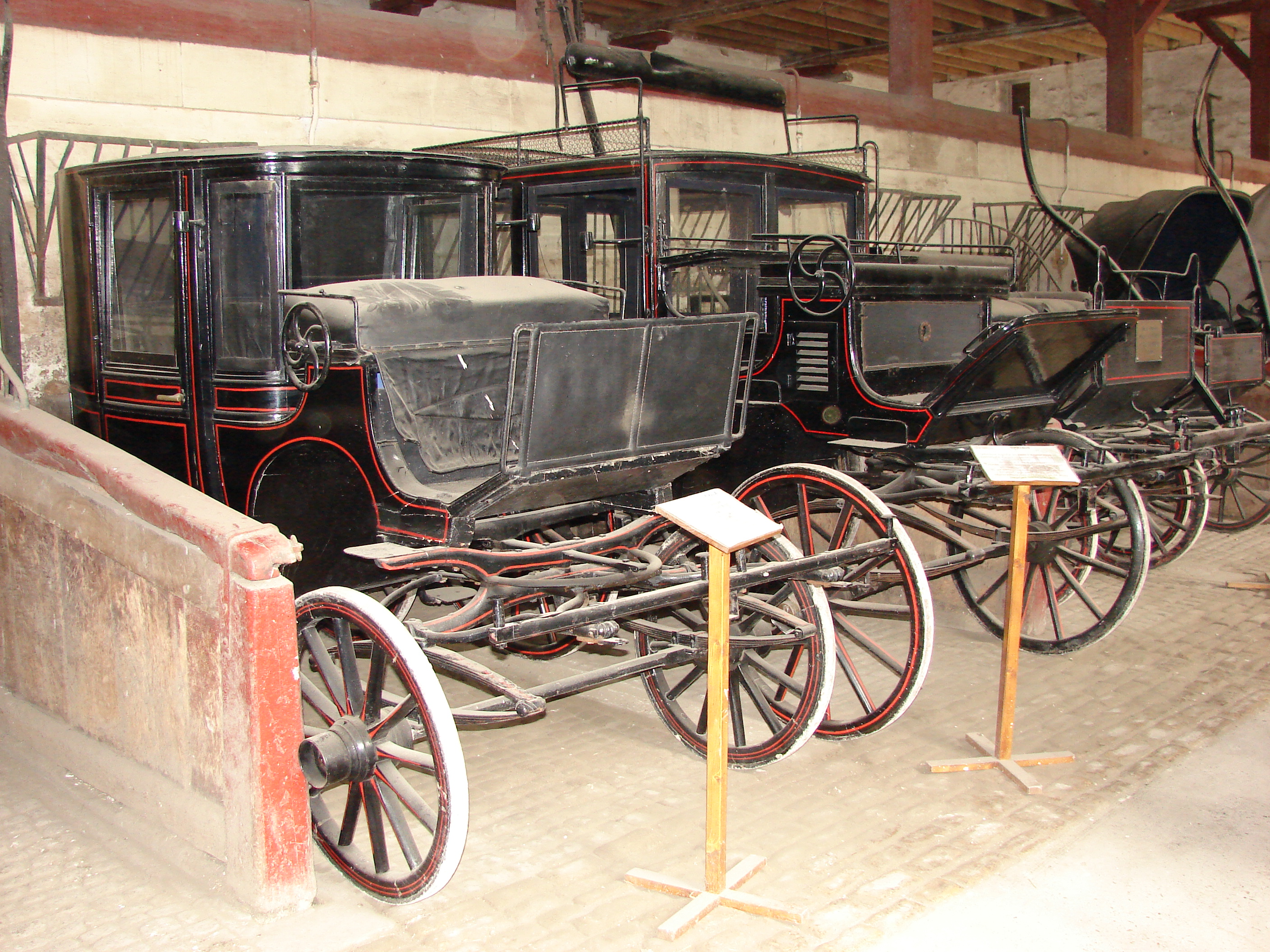
Collection de voitures hippomobiles.

L'établissement conservait par ailleurs une collection de voitures hippomobiles et est, à sa manière, un conservatoire de métiers traditionnels : palefreniers, maréchaux-ferrants ou bourreliers.
Les bâtiments et le parc du haras sont inscrits à l'inventaire supplémentaire des monuments historiques depuis 1993.
Le parc, d'une superficie de neuf hectares, bien qu'ayant été endommagé par l'ouragan Martin en 1999, conserve plusieurs arbres séculaires, dont des cèdres et des platanes.

## Vente du Haras en 2019
Le Haras de Saintes, qui a fermé ses portes en 2018 après 170 ans d'existence, fait partie des neuf haras nationaux mis en vente par l'État en 2016, et le seul vendu au secteur privé. Il aurait été cédé pour 1 200 000 euros à Philippe Védiaud, originaire de Saintes, qui dirige une entreprise de communication dans le mobilier urbain basée à Sarcelles dans le Val-d'Oise ; il souhaite implanter à Saintes une antenne qui couvrira tout le grand Sud-Ouest et qui devrait employer une vingtaine de salariés. Philippe Védiaud projette d'installer un restaurant, un incubateur d'entreprises et des logements dans les bâtiments. À ce jour, la vente du Haras n'est pas encore finalisée.